# Cottonwood Shores
Pour les articles homonymes, voir Shores.
Cottonwood Shores est une ville située au sud-ouest du comté de Burnet, au Texas, aux États-Unis,.

## Démographie
Lors du recensement de 2010, la ville comptait une population de 1 123 habitants. Elle est estimée, le 1er juillet 2019, à 1 417 habitants.

### Source de la traduction
- (en) Cet article est partiellement ou en totalité issu de l’article de Wikipédia en anglais intitulé « Cottonwood Shores, Texas » (voir la liste des auteurs).